# Charles Émile Bitte
Pour les articles homonymes, voir Bitte.

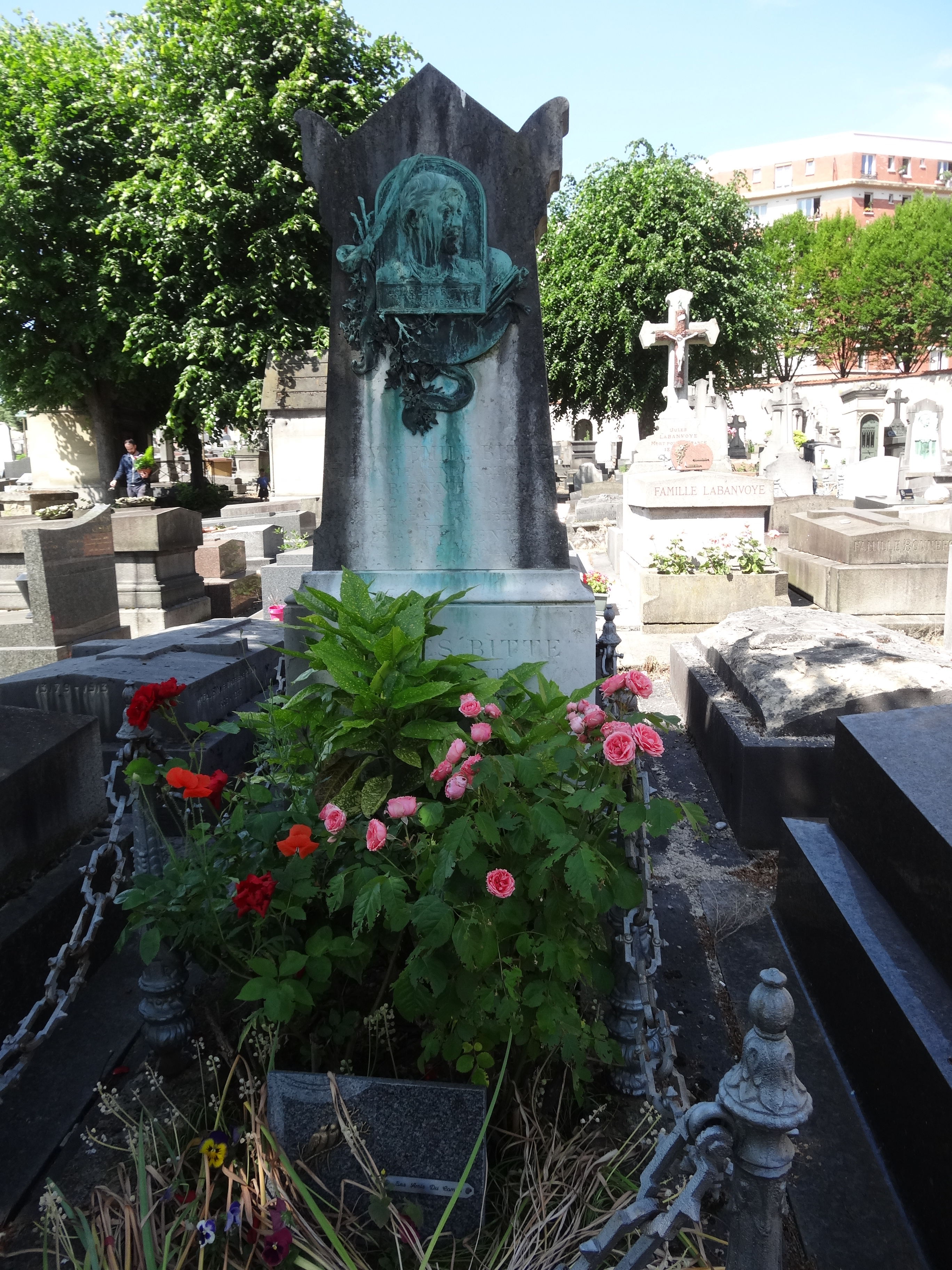
Tombe de Charles Bitte au cimetière de Gentilly.

Charles Émile Bitte, né à Paris 13e le 3 avril 1866 et mort à  Vernet-les-Bains le 20 janvier 1895, est un peintre français.

## Biographie
Charles Bitte expose au Salon de Paris à partir de 1889. Parmi ses œuvres, on cite Delila (1891), Au cours de la leçon (1892), Poupée au piano (1894) et un Portrait d'artiste (1895).
Il est mort en 1895 à Vernet-les-Bains. Il est inhumé au cimetière de Gentilly (Val-de-Marne).

## Œuvres
- Delila, 1891[4]
- Albert Maignan dans son atelier, 1892[5].
- Hiolin dans son atelier, 1890, musée de Soissons[6].
- La Malaria, Sète, musée Paul Valéry.

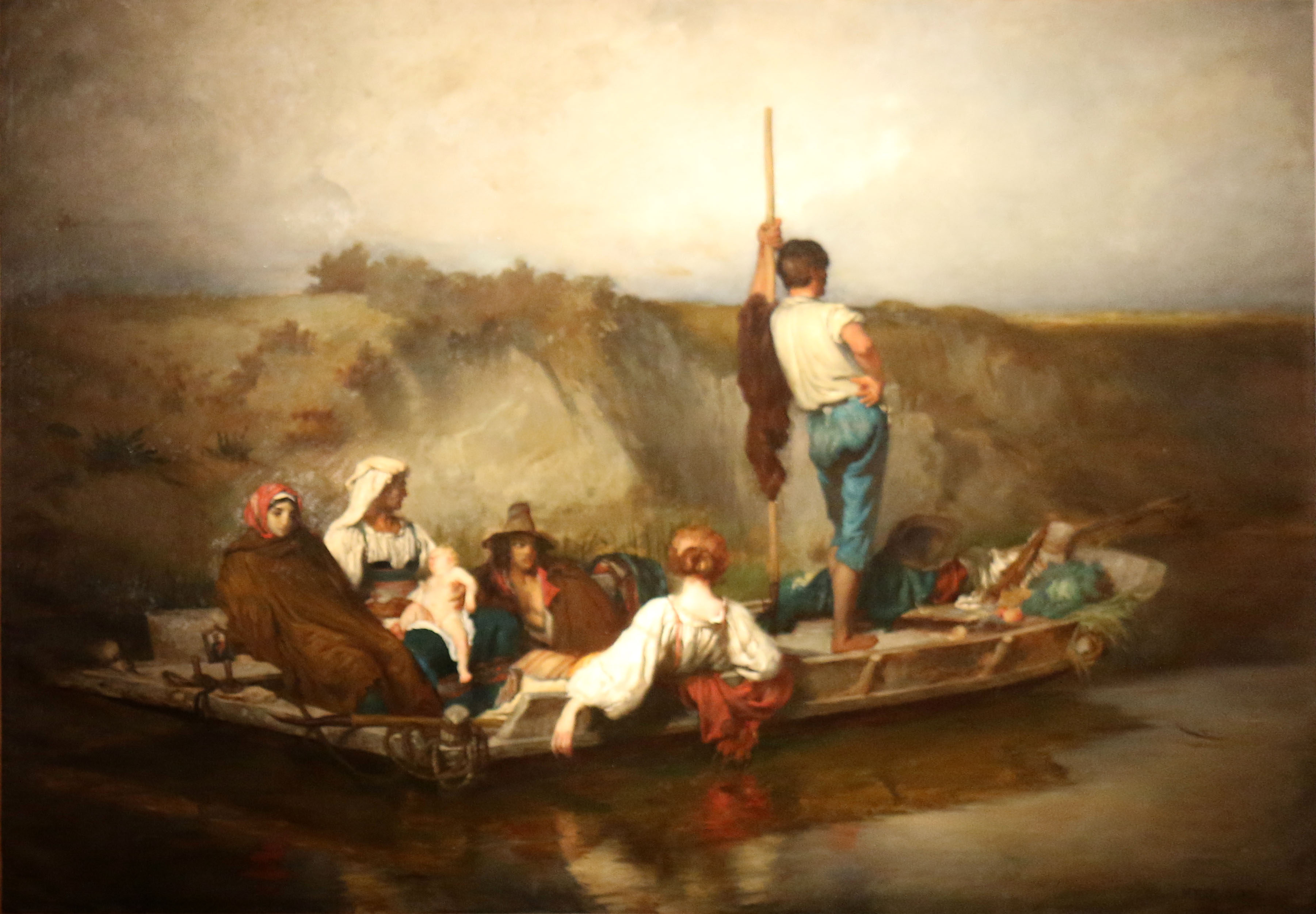
La Malaria, Sète, musée Paul Valéry.